# متنزهات جبال روكي الكندية
متنزّهات جبال روكي الكندية (بالإنجليزية: Canadian Rocky Mountain Parks World Heritage Site)‏ موقع تراث عالمي تقع في جبال روكي الكندية. يتألف الموقع من أربع متنزهات وطنية هي:
- متنزه بانف الوطني
- متنزّه جاسبر الوطني
- متنزّه كوتناي الوطني
- متنزّه يوهو الوطني

ويضم الموقع ثلاث متنزهات إقليمية تتبع مقاطعة كولومبيا البريطانية هي:
- متنزّه هامبر الإقليمي
- متنزّه مونت أسينيبوين الإقليمي
- متنزّه روبسون الإقليمي

تتضمن المتنزهات جبال،مثلجات،ينابيع حارة كما تتضمن منابع الأنهار الرئيسية في أمريكا الشمالية من ضمنها:
- نهر أتاباسكا
- نهر ساسكاتشوان
- نهر كولومبيا
- نهر فريزر

تشتهر المنطقة بجمالها الطبيعي وتنوعها الإحيائي، وتتضمن متنزّهات جبال روكي الكندية متنزّه بورغس شايل الذي كان موقع ترث عالمي منفصل وقائم بذاته من عام 1980 حتى عام 1984 حين ضُم المتنزه إلى إلى متنزهات جبال روكي.

## موقع التراث العالمي
عام 1983،رشحتَ كندا أربع متنزهات وطنية هي بانف،جاسبر، كوتناي، يوهو لتصبح مواقع تراث عالمي .قبلت اليونسكو الترشيح بعد تزكيةالاتحاد الدولي لحفظ الطبيعة عام 1984.جلب هذا التحول إلى موقع تراث عالمي الإنتباه إلى هذه المنطقة المتميزة بجمالها الطبيعي الأخاذ، والنباتات النادرة والحيوانات المهددة بالإنقراض، والتكوينات الطبيعية مثل قمم الجبال،المثلجات،البحيرات،الوديان، كهوف الحجر الجيري إضافة إلى متحجرات موقع بورغس شايل الفريدة.
في سنة 1990 قبلت ضم أربع جبال مجاورة (هي متنزهات إقليمية تتبع مقاطعة كولومبيا البريطانية وهي جبل هامبر، جبل أسينيبوين، جبل روبسون لتصبح جزئاً من موقع جبال روكي للتراث العالمي.

## معرض الصور

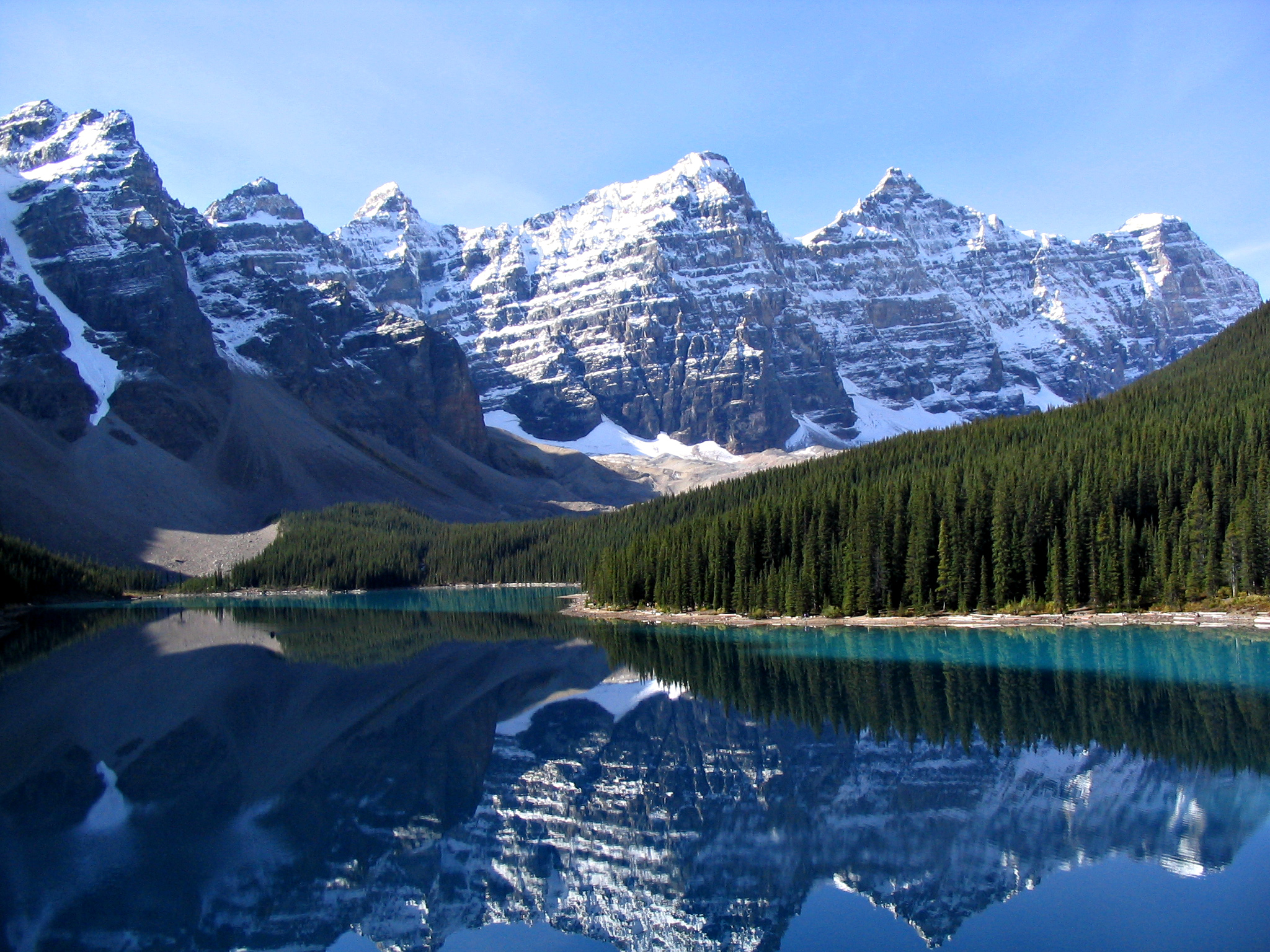
بحيرة مورينيو
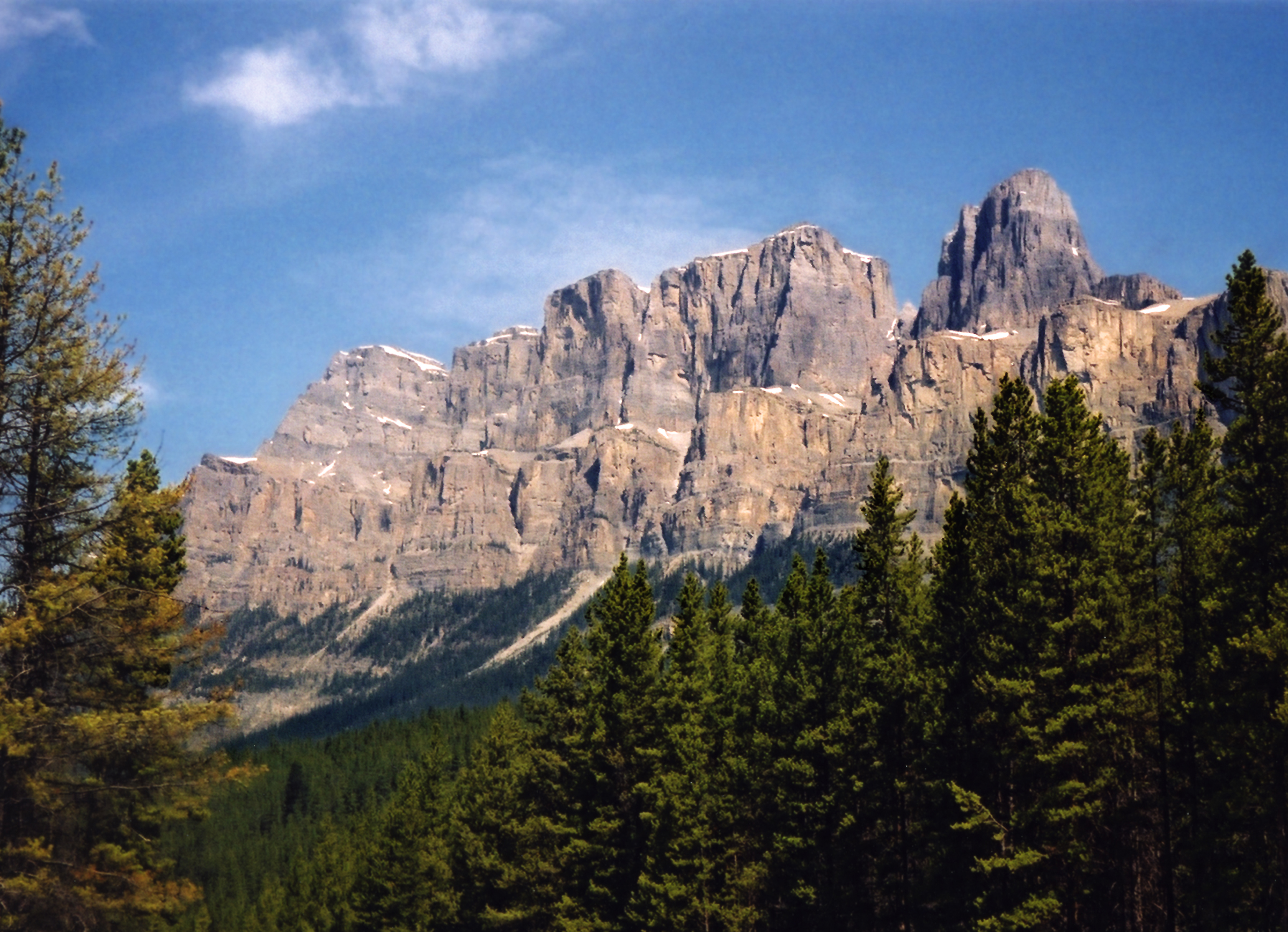
جبل كاستل
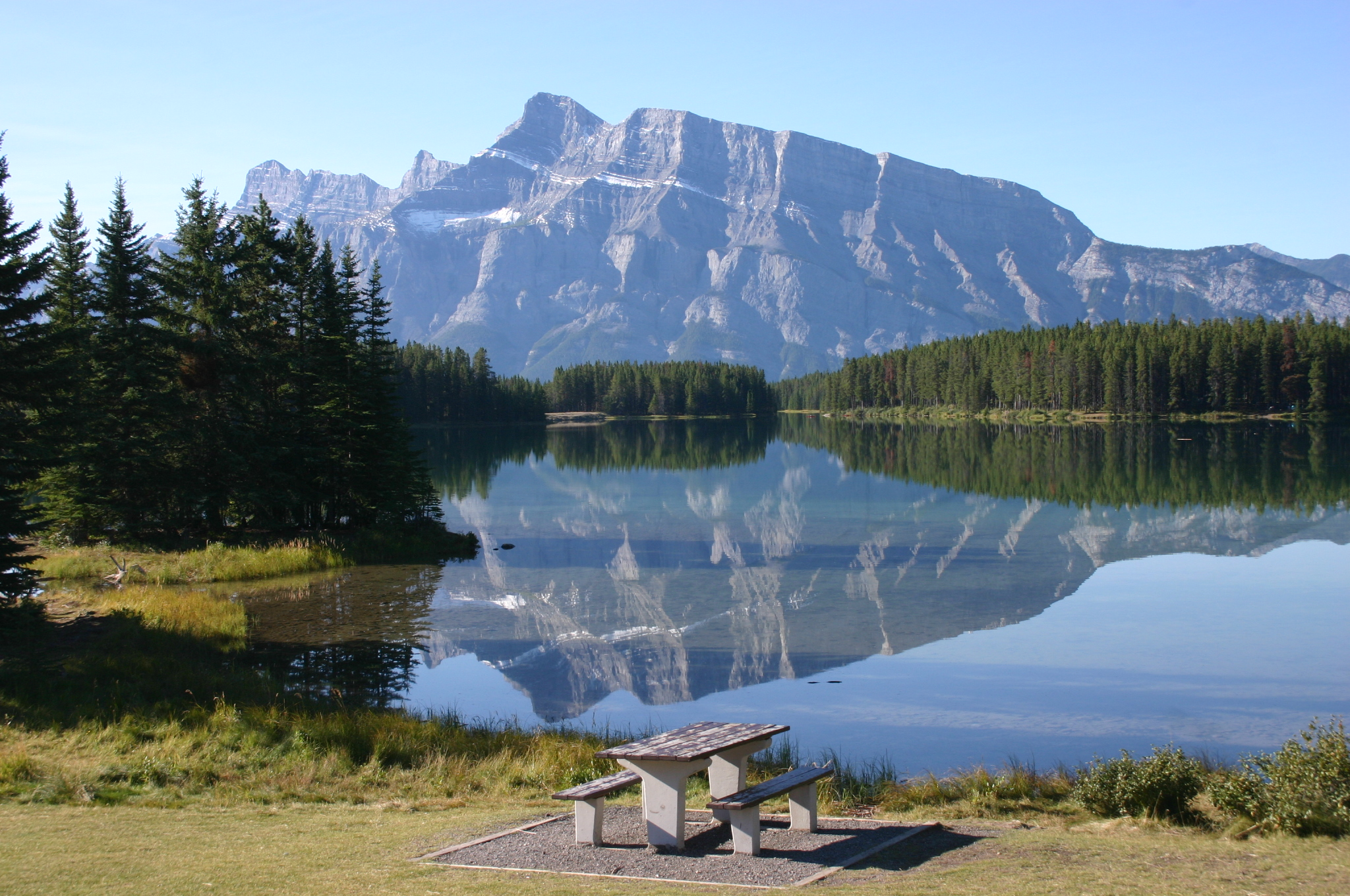
بحيرة تو جاك
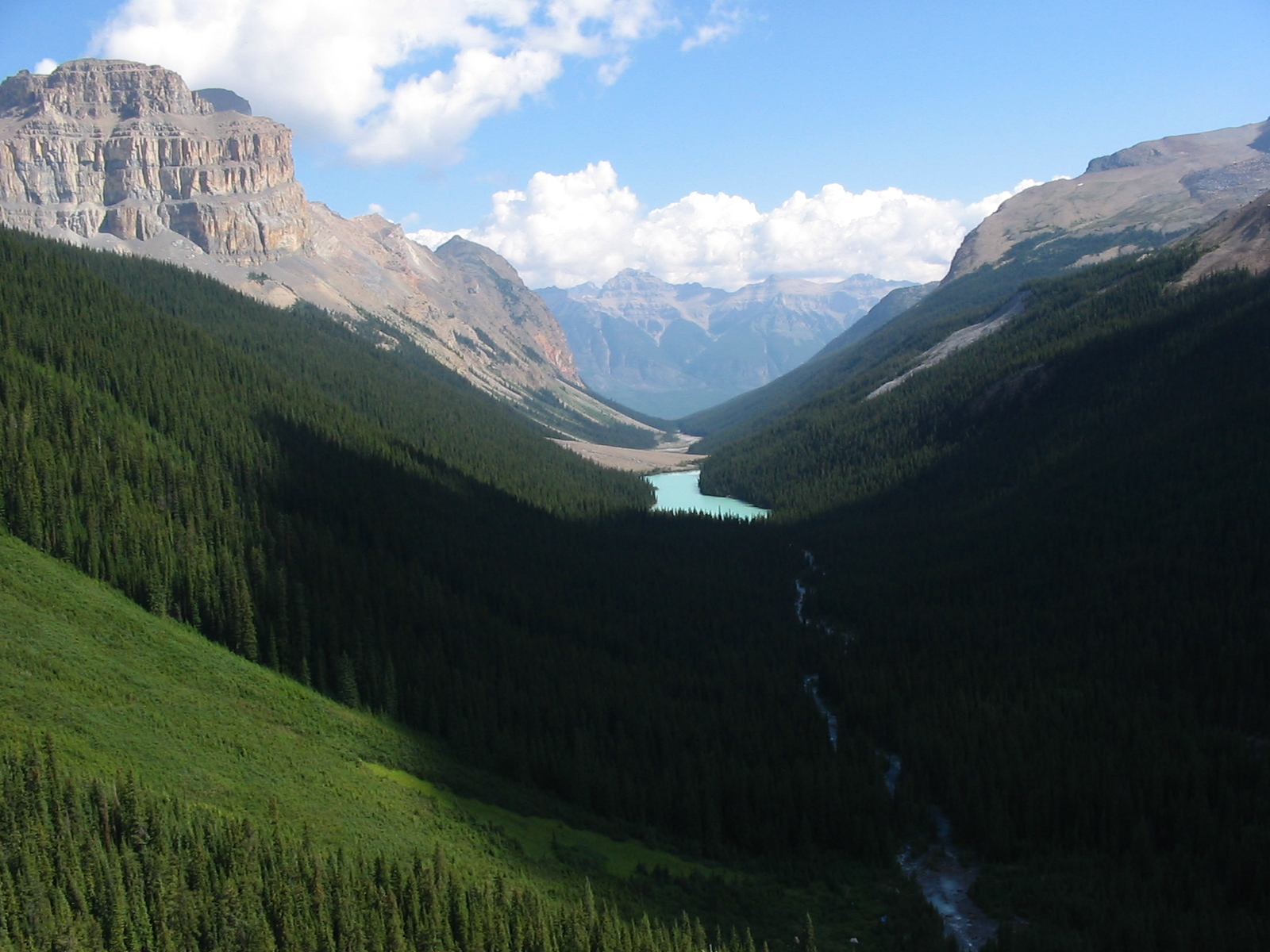
وادي فرايت
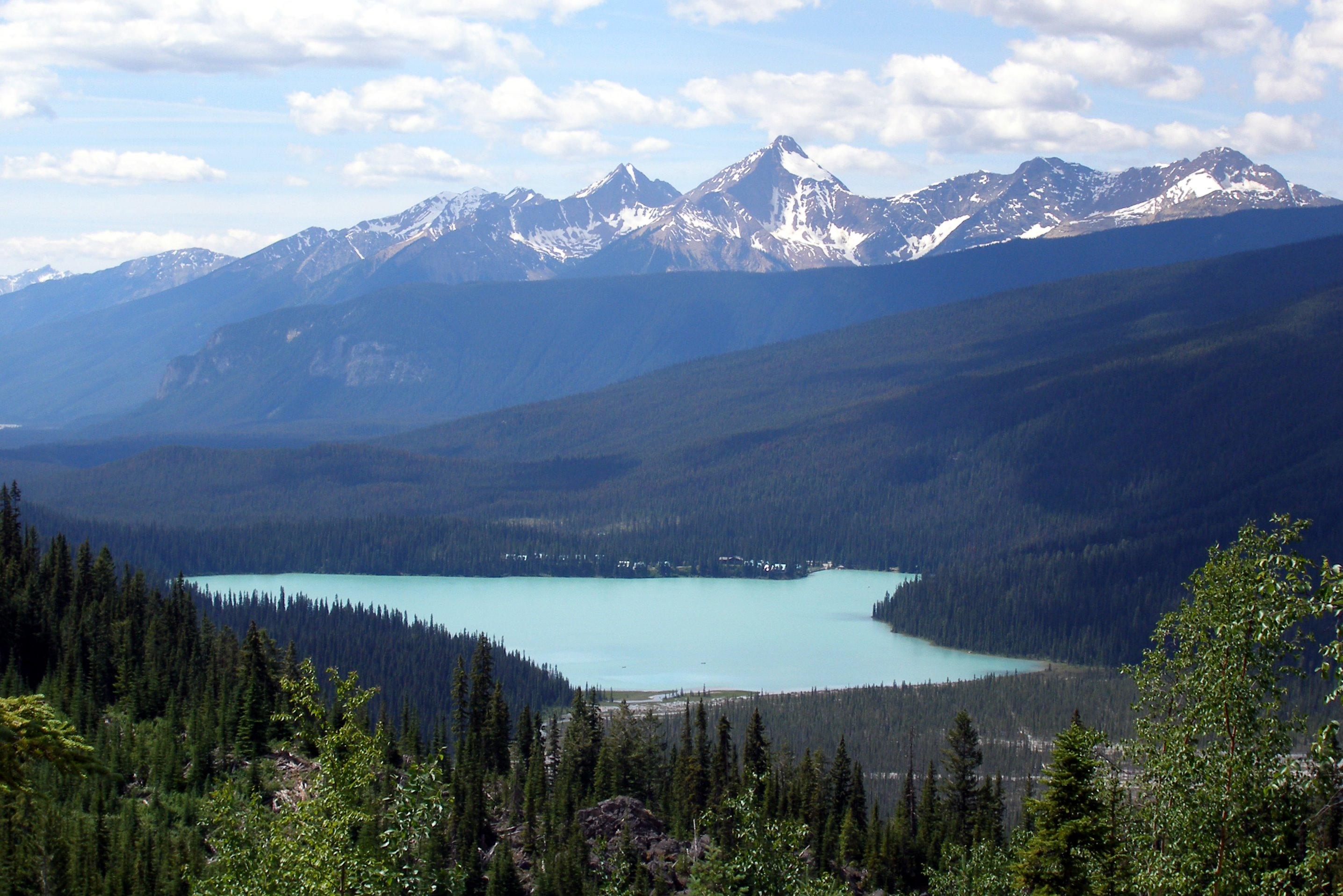
بحيرة الزمرد في متنزّه يوهو
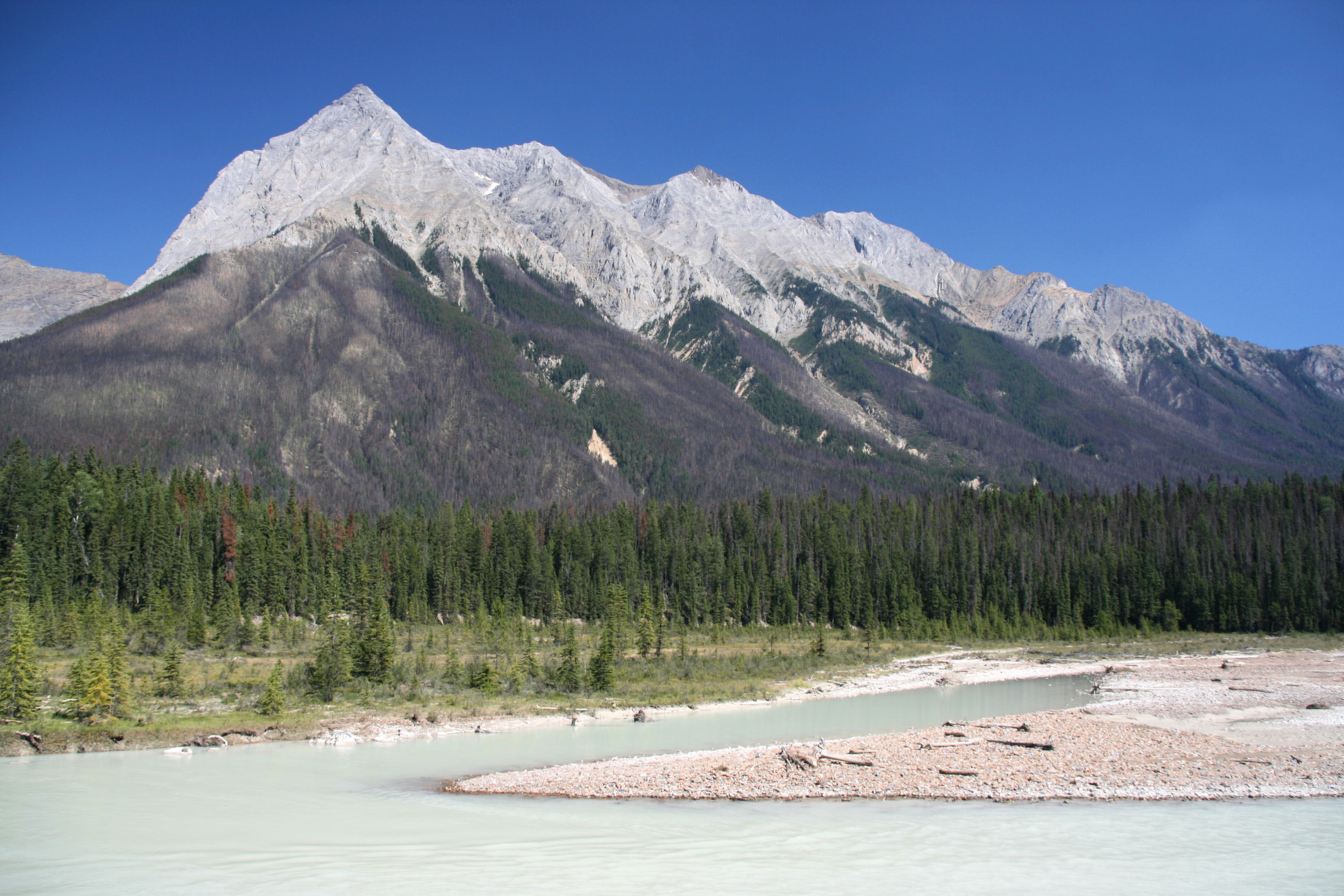
متنزّه يوهو
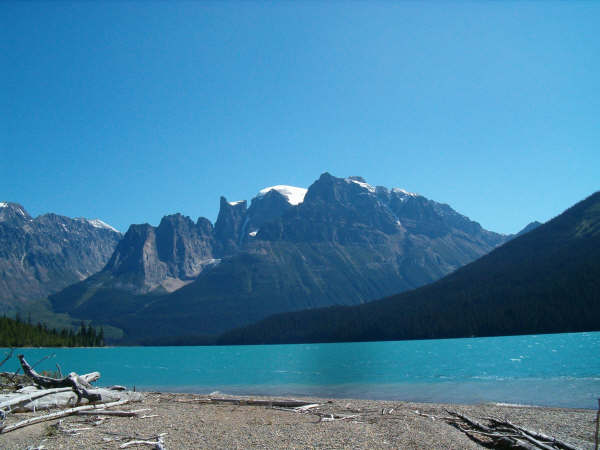
بحيرة فورتريس
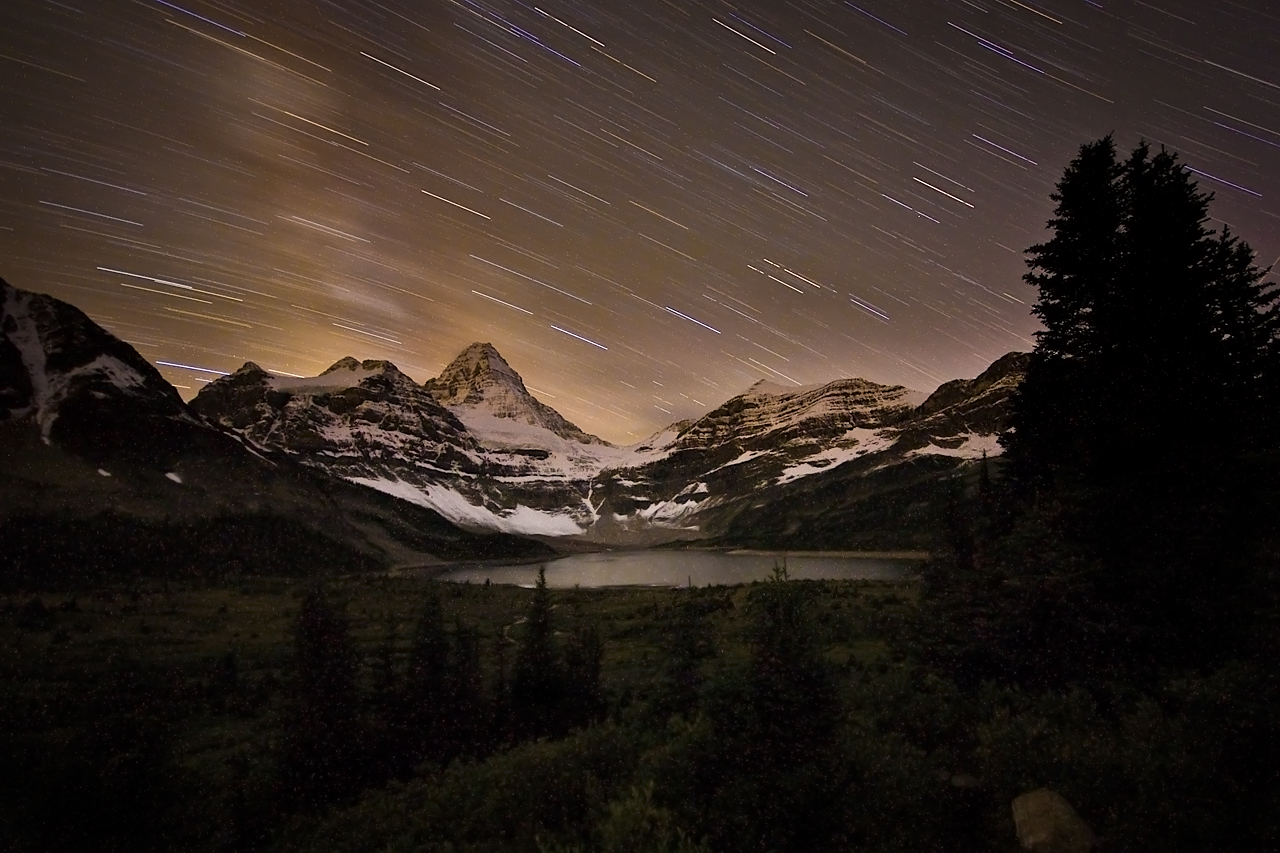
ضوء النجوم في أسينيبوين
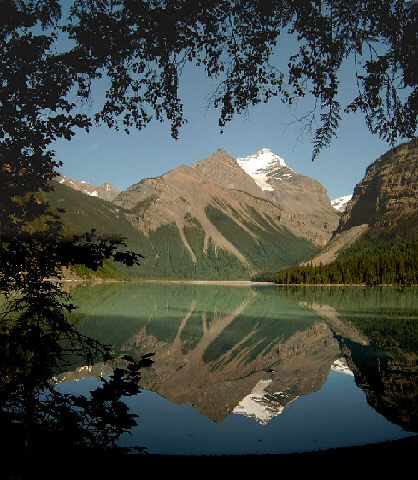
بحرة كيني
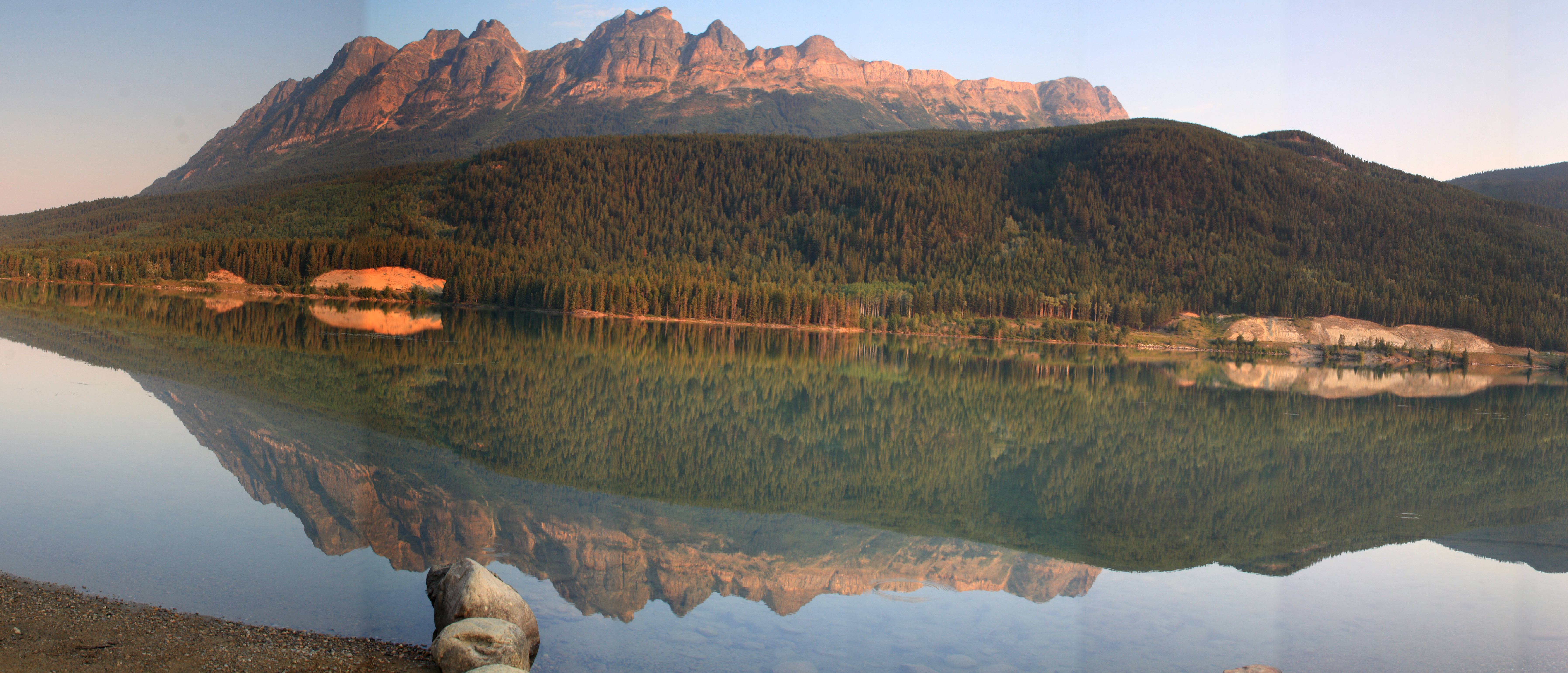
بحيرة الرأس الأصفر
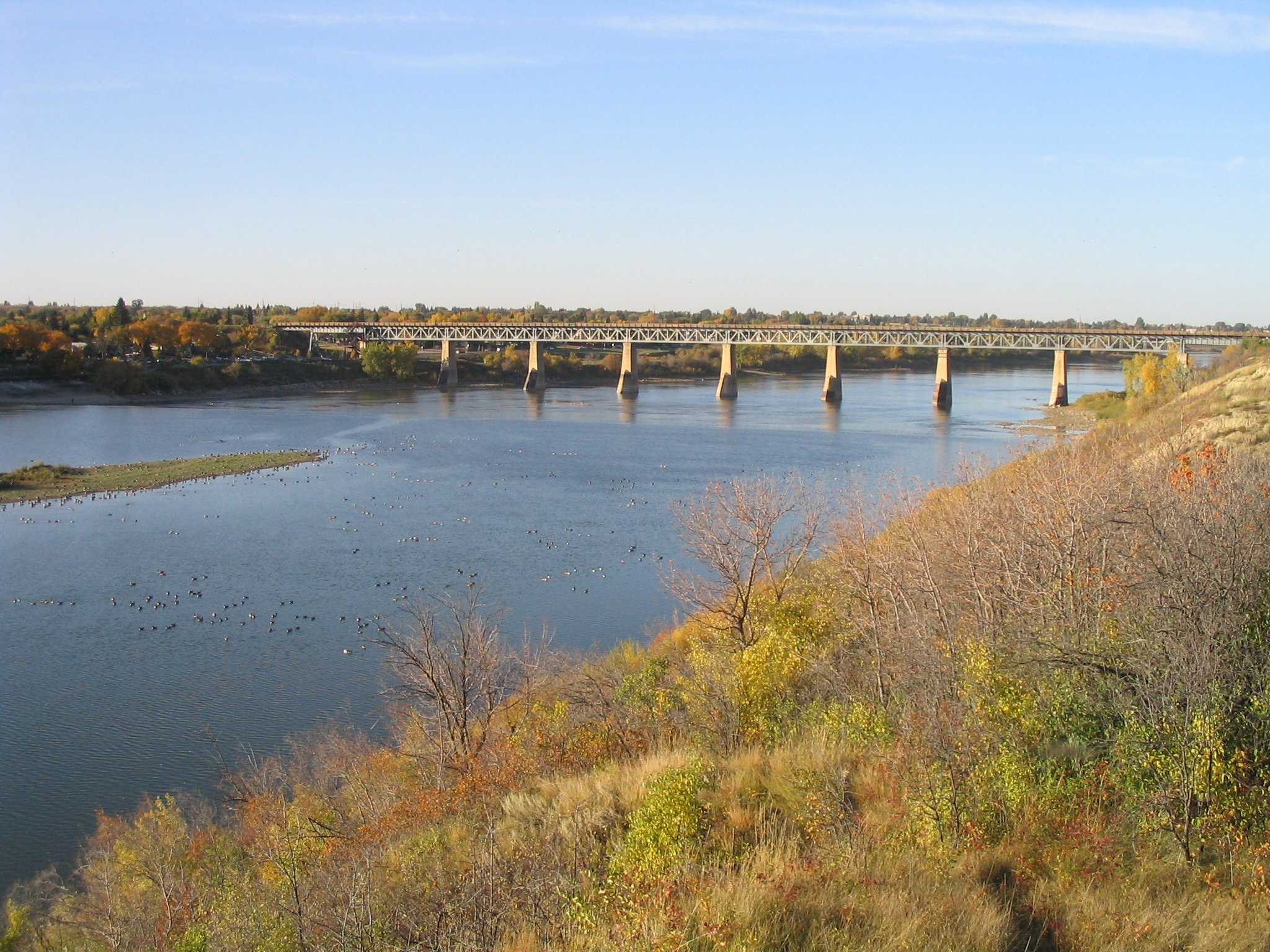
جسر نهر ساسكاتشوان
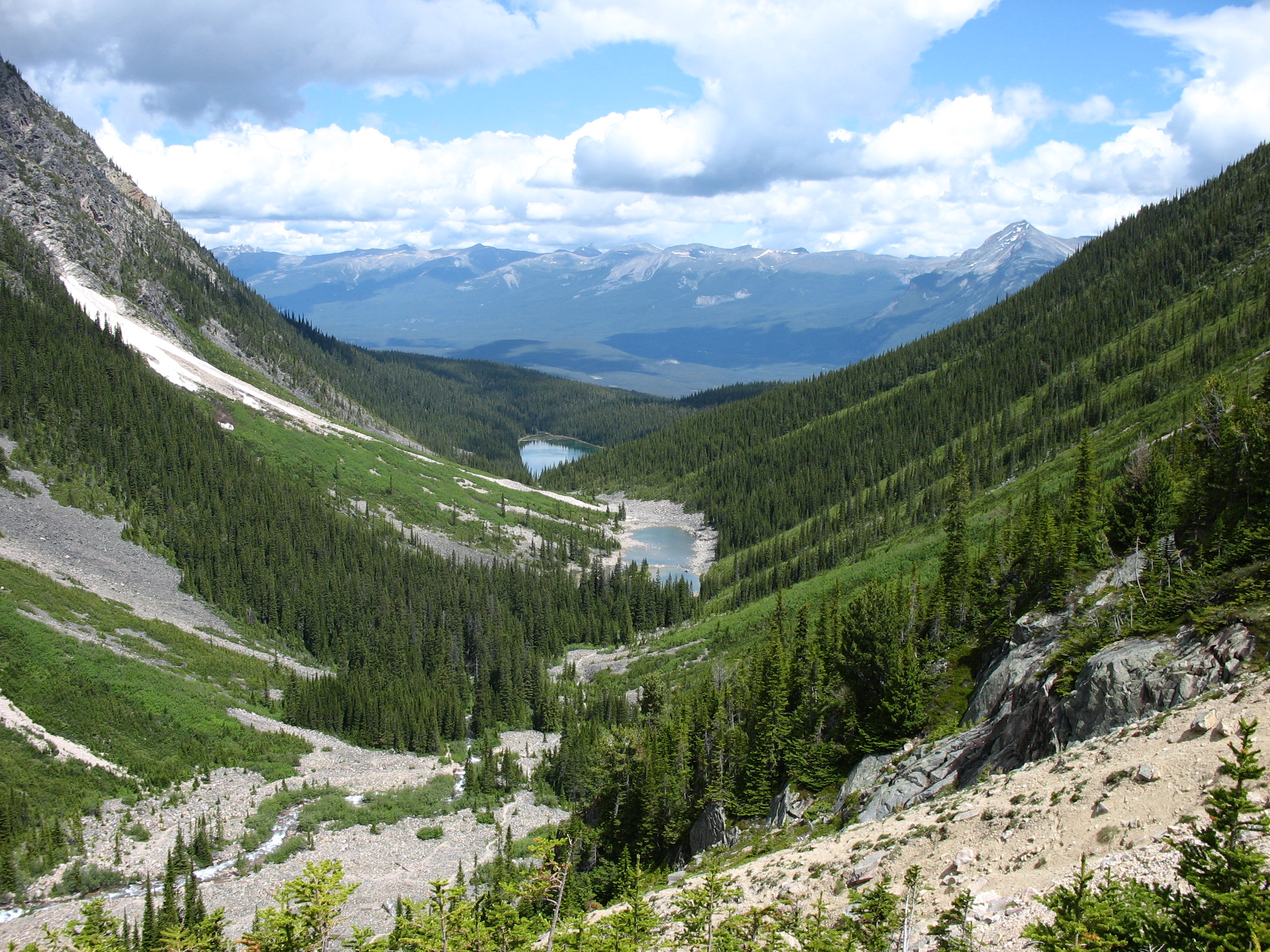
بحيرات جيرالدين

## اقرأ أيضا
- متنزه بركان مايون الوطني - الفلبين